# Sergej Kraigher
Sergej Kraigher (Postojna, 30 de maio de 1914 – Liubliana, 17 de janeiro de 2001) foi um político iugoslavo, sendo presidente da Iugoslávia entre 1981 e 1982.

## Vida
Nascido em Postojna, Áustria-Hungria (atual Eslovênia), Kraigher vêm de uma família política. Seu tio, Lojz Kraigher, foi escritor e ativista de esquerda e seu primo, Boris Kraigher, se tornou um político comunista influente.
Sergej ascendeu na hierarquia do Partido Comunista da Eslovênia na década de 1940; e se juntou aos partisans iugoslavos, combatendo pela resistência. 
De 1967 a 1973, foi presidente da Assembleia Popular da Eslovênia, e depois atuou como Presidente da Presidência da Eslovênia entre 1974 e 1981. Depois da morte de Josip Broz Tito, Kraigher tornou-se representante esloveno da presidência coletiva da Iugoslávia e atuou como presidente da Iugoslávia entre 1981 e 1982. 
Kraigher também ficou conhecido como presidente da Comissão Kraigher que foi criada pelo governo da Iugoslávia para assessorar e apresentar propostas para resolver a crise econômica iugoslava que começou a se desenvolver no início e meados da década de 1980. O relatório da comissão foi base de um pacote de reformas que seria implementado pelo gabinete de Milka Planinc; mas isso nunca aconteceu.